# تیتانیوم دی‌اکسید
تیتانیوم دی‌اکسید (به انگلیسی: Titanium dioxide) همچنین به عنوان تیتانیوم(۴) اکسید یا تیتانیا شناخته شده، پدیداریِ طبیعی اکسیدتیتانیوم است با فرمول شیمیایی TiO2. هنگامی که به عنوان رنگدانه استفاده می‌شود، به نام‌های تیتانیوم سفید، رنگدانه سفید۶ (PW6)، یا CI 77891 خوانده می‌شود. به‌طور کلی منبع آن از ایلمنیت، روتیل و آناتاز تأمین می‌شود. کاربردهای وسیعی از جمله رنگ کرم‌های ضدآفتاب و رنگ‌های خوراکی دارد. هنگامی که به عنوان رنگ غذا استفاده می‌شود، عدد ئی آن ۱۷۱ است. تولید جهانی در سال ۲۰۱۴ حدود ۷٫۵ میلیون تن بود و این مقدار در حال افزایش است.

## پدیدآمدگی
دی‌اکسید تیتانیوم در طبیعت به صورت مواد معدنی شناخته شده روتیل، آناتاز و بروکیت (en:Brookite) پدید می‌آید، و علاوه بر آن به دو شکل فشار بالا، به فرم دستگاه بلوری مونوکلینیک بادلییت (en:baddeleyite) و دستگاه بلوری اورتورومبیک دی‌اکسید سرب، پدید می‌آید که هر دو به تازگی در دهانه en:Nördlinger Ries در بایرن پیدا شده است. یکی از این‌ها en:Akaogiite بوده که یک ماده معدنی بسیار نادر است؛ عمدتاً در سنگ معدن ایلمنیت یافت می‌شود. این گسترده‌ترین سنگ معدن تیتانیم دی‌اکسید در سراسر جهان است. روتیل سنگ معدنی بعدی فراوان است که حدود ۹۸ درصد آن را دی‌اکسید تیتانیوم تشکیل داده است. فازهای شبه پایدار آناتاز و بروکیت بر اثر حرارت بالا با درجه حرارت در محدوده ۶۰۰ تا ۸۰۰ درجه سانتی گراد (۱۱۱۲ تا ۱۴۷۲ درجه فارنهایت).
دی‌اکسید تیتانیوم دارای هشت حالت اکسایش است از جمله: روتیل، آناتاز و بروکیت - سه فاز شبه پایدار که می‌توان به‌طور مصنوعی تولید شود (مونوکلینیک، تتراگونال و دستگاه بلوری تتراگونال) - و پنج شکل فشار بالا (ساختارهایی شبیه به دی‌اکسید سرب، OI، بادلییت قائم الزاویه، کتونیت (en:Cotunnite) و فازهای مکعبی) که در جدول پایین صفحه دسته‌بندی شده موجود است.
فاز نوع کتونیت توسط L. Dubrovinsky و جمعی از نویسندگان ادعا شده است که سخت‌ترین اکسید شناخته شده با سختی ویکرز ۳۸ گیگا پاسکال و مدول حجمی ۴۳۱ گیگا پاسکال (یعنی نزدیک به مد، ل حجمی الماس ۴۴۶ گیگا پاسکال) در فشار هوا است. اما بررسی‌های بعدی به نتایج متفاوتی با مقادیر بسیار پایین‌تر برای هر دو سختیِ ویکرز (۷ تا ۲۰ گیگا پاسکال، که نرم‌تر از اکسیدهای رایج مانند Al2O3 مورد استفاده در سنگ سنباده و TiO2 روتیل است) و مدول حجمی (تقریباً ۳۰۰ گیگا پاسکال) منجر شد.
اکسیدها از نظر تجاری سنگ‌های معدنی مهم تیتانیوم هستند. این فلز همچنین می‌تواند از مواد معدنی دیگر مانند ایلمنیت یا سنگ معدن لیوکاکسن (en:Leucoxene) یا یکی از خالص‌ترین نوع آن، شن و ماسه روتیل ساحل، استخراج شود. یاقوت کبود و یاقوت سرخ درخشندگی خود را از ناخالصی‌های روتیلِ موجود در آن‌ها می‌گیرند.
دی‌اکسید تیتانیوم (ب) به عنوان یک ماده کانی در سنگ‌های ماگمایی و رگه‌های گرمابی، و همچنین در دیواره پروسکایت یافت می‌شود. TiO2 به صورت لایه‌ای lamellae در دیگر مواد کانی (که بعضاً نام‌گذاری نشده‌اند) نیز تشکیل می‌شود.
خطوط طیفی از اکسید تیتانیوم در ستاره کلاس M (رده‌بندی ستارگان) به صورت برجسته وجود دارند، که سرمای کافی به مولکول‌های این ماده شیمیایی اجازه تشکیل شدن می‌دهد.

## روش تولید

روند تولید سالانه دی‌اکسید تیتانیوم در جهان با در نظر داشتن فرایند تولید.

روش تولید بستگی به ماده اولیه خام دارد. رایج‌ترین روش برای تولید دی‌اکسید تیتانیوم با بهره‌گیری از ایلمنیت معدنی میسر می‌شود. ایلمنیت با سولفوریک اسید مخلوط می‌شود. این واکنش برای حذف گروه اکسید آهن در ایلمنیت انجام می‌شود. محصول جانبیِ آهن(II) سولفات تنها برای تولید شدن نمک تیتانیوم در محلول گوارشی، متبلور و فیلتر می‌شود. این محصول روتیل مصنوعی خوانده می‌شود. فرایندهای مشابه بیشتری برای رسیدن به محصول دی‌اکسید تیتانیوم روی روتیل انجام می‌شود. روتیل مصنوعی و تفاله‌های (سرباره) تیتانیوم به ویژه برای تولید دی‌اکسید تیتانیوم ساخته می‌شوند. استفاده از سنگ ایلمنیت معمولاً تنها برای تولید دی‌اکسید تیتانیوم رنگدانه است. روش دیگر برای تولید روتیل مصنوعی از ایلمنیت با بهره‌گیری از فرایند بچر (en:Becher process) است.
روتیل دومین شن و ماسه معدنی فراوان است. روتیل موجود در سنگ اولیه را نمی‌توان استخراج کرد از این رو ته‌نشین حاوی شن و ماسه روتیل می‌تواند استخراج شود و این به معنی کاهش دسترسی به سنگ معدن غلظت بالا است. دی‌اکسید تیتانیوم خام (به شکل روتیل یا روتیل مصنوعی) از طریق تبدیل به تتراکلرید تیتانیم در فرایند کلرید (en:Chloride process) خالص‌سازی می‌شود. در این فرایند، سنگ خام (حاوی حداقل ۷۰ درصد TiO2) با کربن خرد و با کلر اکسیده می‌شود برای به دست آمدن تتراکلرید تیتانیم؛ به عنوان مثال، کلر زنی در کربوگرمایی. این تتراکلرید تیتانیم تقطیر و مجدداً اکسیده می‌شود در شعله اکسیژن خالص یا پلاسما در دمای ۱۵۰۰ تا ۲۰۰۰ کلوین برای نتیجه دادنِ دی‌اکسید تیتانیوم خالص در حالی که کلر نیز بازسازی می‌شود. کلرید آلومینیوم اغلب به عنوان یک پروموتورِ روتیل به فرایند اضافه می‌شود؛ این محصول در غیاب آن عمدتاً آناتاز است. مواد خام ارجح برای فرایند کلرید، روتیل طبیعی است به دلیل محتوای دی‌اکسید تیتانیوم بالای آن.
یک روش برای تولید دی‌اکسید تیتانیوم با دخالت فناوری نانو، سنتز محلول گرمایی (en:Solvothermal synthesis) است.

### نانولوله

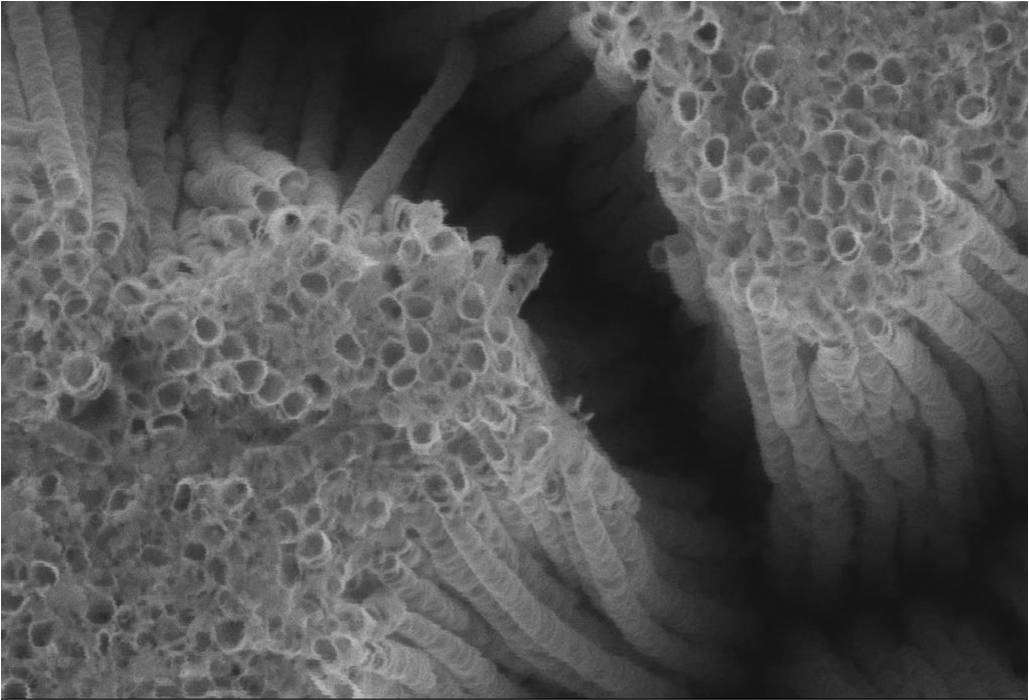
نانولوله اکسید تیتانیوم، تصویر میکروسکوپ الکترونی روبشی (:SEM)

آناتاز می‌تواند با سنتز هیدروترمال به نانولوله معدنی آناتاز ورقه ورقه و نانوروبانِ تیتانِت تبدیل شود که پشتیبانی قوی برای کاتالیزور و فوتوکاتالیست (فتوکاتالیست) است. در سنتز، آناتاز با ۱۰ M (غلظت) سدیم هیدروکسید مخلوط می‌شود و برای مدت ۷۲ ساعت با درجه حرارت ۱۳۰ درجه سانتی‌گراد (۲۶۶ درجه فارنهایت) گرما می‌بیند. محصول واکنش با هیدروکلریک اسیدِ رقیق شسته و در ۴۰۰ درجه سانتی‌گراد (۷۵۲ درجه فارنهایت) به مدت ۱۵ ساعت دیگر گرم می‌شود. عملکرد نانولوله کمّی است و لوله‌ها دارای قطر خارجی۱۰ تا ۲۰ نانومتر و قطر داخلی۵ تا ۸ نانومتر و طول ۱میکرون هستند. با درجه حرارت بالاتر واکنش (۱۷۰ درجه سانتی‌گراد) و حجم واکنش کمتر، نانوسیمِ مربوطه به دست می‌آید.

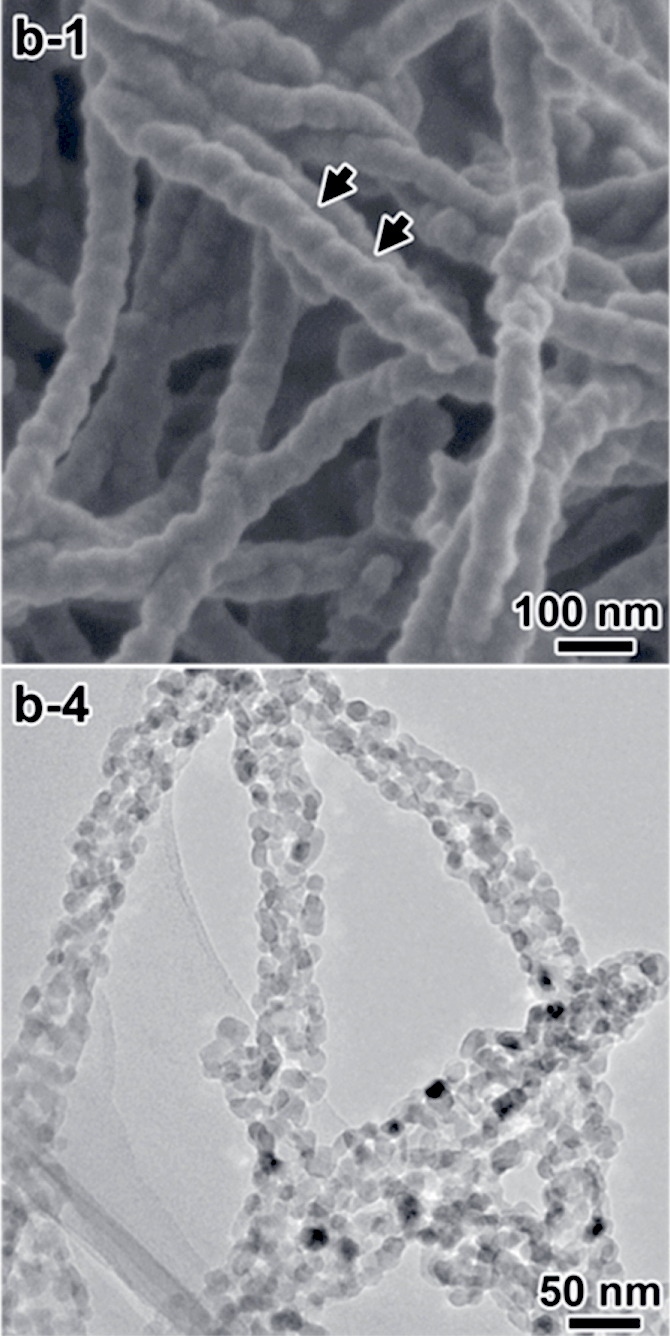
تصاویر میکروسکوپ الکترونی روبشی (:SEM) (بالا) و میکروسکوپ الکترونی عبوری (:en:TEM) (پایین) از نانوالیاف‌هایTiO_{2} کایرال (فعالیت نوری)

یک فرایند دیگر برای سنتز نانولوله‌های TiO2 است که از طریق آنادایزینگ آلومینیوم در یک محلول الکترولیتی انجام می‌شود. هنگامی که در یک محلول HF نیم درصد وزنی به مدت ۲۰ دقیقه آنودایز می‌شود، می‌توان آرایش‌های هم‌تراز خوب نانولوله تیتانیوم اکسید با قطر متوسط لوله ۶۰ نانومتر و طول ۲۵۰ نانومتر ساخته شود. بر اساس پراش پرتو X، نانولولهٔ رشد کرده از طریق آنادایزینگ بی‌شکل (آمورف) می‌باشد. چون HF بسیار خورنده و از نظر شیمیایی مضر است، در حال حاضر NH4F به عنوان عامل تیزاب‌کاری (etching agent) به جای HF استفاده می‌شود. در یک فرایند سنتز معمولی، یک formamide بر اساس الکترولیت غیر آبی تولید می‌شود که حاوی NH4F 0.2 M و ۵ درصد حجمی از آب DI است. فرایند آنادایزینگ با شرایط ۲۵ ولت در ۲۰ درجه سانتی‌گراد به مدت ۲۰ ساعت انجام می‌شود، در دو سلول الکتروشیمیایی الکترود متشکل از یک صفحه تیتانیوم بسیار خالص و کاملاً تمیز به عنوان آند، یک صفحه مسی یا سیم پلاتینی به عنوان کاتد و الکترولیت مذکور. نمونه آماده شده در هوا و در ۴۰۰ درجه سانتی‌گراد برای رسیدن به فاز آناتاز آنیل می‌شود.
نانوالیاف توخالی TiO2 نیز با پوشاندن نانوالیاف‌های کربن به وسیله تیتانیوم(۴) بوت‌اکسید (Titanium(IV) butoxide) با فرمول Ti(OCH2CH2CH2CH3)4 می‌تواند آماده شود. سپس این محصول برای حذف هسته کربن و تشکیل نانوکریستال TiO2 در ۵۵۰ درجه سانتی‌گراد به مدت چندین ساعت در هوا گرم می‌شود. هنگامی که نانوالیاف‌های کربنِ کایرال (فعالیت نوری) به عنوان قالب استفاده می‌شود، الیاف‌های به دست آمدهٔ TiO2 کایرال هستند؛ به بیان دیگر، آن‌ها پاسخ‌های متفاوتی به چپ و راست نور پلاریزه به صورت مدوّر می‌دهند. چنین فعالیت بصری (نوری) برای مولکول‌ها و نانوساختارهای آلی معمول است ولی برای مولکول‌ها و نانوساختارهای غیر آلی چنین نیست. برای کاربردهای نوری مولکول‌ها و نانوساختارهای غیر آلی به دلیل پایداری مکانیکی و حرارتیِ آن‌ها ارجح‌ترند.

## کاربرد
مهم‌ترین حوزه‌های کاربرد دی‌اکسید تیتانیوم رنگ، لاک الکل (لعاب)، کاغذ و پلاستیک هستند، که حدود ۸۰ درصد از مصرف دی‌اکسید تیتانیوم جهان می‌باشد. دیگر کاربردهای رنگدانه مانند چاپ پارچه، الیاف، لاستیک، محصولات آرایشی و بهداشتی و مواد غذایی ۸ درصد می‌باشند. بقیه موارد در کاربردهای دیگر استفاده می‌شود، به عنوان مثال تولید تیتانیوم خالص، شیشه و سرامیک‌های شیشه‌ای، سرامیک‌های الکتریکی، کاتالیزورها، هادی برق و واسطه‌های شیمیایی. همچنین در بسیاری از آب نبات‌های قرمز رنگ وجود دارد.

### رنگ‌دانه
دی‌اکسید تیتانیوم به دلیل روشنایی زیاد و ضریب شکست بالای آن به‌طور گسترده به عنوان رنگدانه سفید استفاده می‌شود. حدود ۴٫۶ میلیون تن از TiO2 رنگدانه‌ای سالانه در سراسر جهان به صورت دستی استفاده می‌شود و این عدد به دلیل استفاده بیشتر رو به افزایش است. زمانی که به عنوان یک فیلم نازک رسوب می‌کند، ضریب شکست و رنگ آن، آن را برای آینه‌های دی الکتریک و برخی از سنگ‌های قیمتی مانند زبرجد هندی (توپاز) پوشش انعکاس نوریِ بسیار عالی می‌کند. همچنین TiO2 یک کدرکننده مؤثر به صورت پودر است که به عنوان رنگ‌دانه برای ایجاد سفیدی و تنظیم شفافیت استفاده می‌شود در محصولاتی چون رنگ نقاشی، لایه پوششی، پلاستیک، کاغذ، مرکب، خوراک، پزشکی (مثلاً در قرص‌ها) و خمیردندان. در رنگ نقاشی، اغلب به صورت «کامل سفید»، «سفیدترین سفید»، یا دیگر عبارات مشابه به آن اشاره می‌شود. کدری و تار بودن با اندازه بهینه ذرات دی‌اکسید تیتانیوم بهبود یافته است. برخی از رنگدانه‌های تیتانیومی که در رنگ درخشنده، پلاستیک، لوازم آرایشی و بهداشتی رنگین‌تابی (مرواریدگون) استفاده می‌شوند، ساخته دست انسان هستند که اجزای آن شامل دو یا چند لایه از اکسیدهای مختلف مانند تیتانیوم دی‌اکسید، اکسید آهن و آلومینیوم اکسید می‌باشند برای داشتن درخشش و رنگین‌تابی چون محصولات میکا و گوانین. علاوه بر این اثرات، تغییر رنگ محدود در فرمولاسیون خاص امکان‌پذیر است بسته به اینکه محصول نهایی چگونه و در چه زاویه‌ای درخشندگی داشته باشد و بسته به ضخامت لایه اکسید در ذرات رنگدانه؛ یک یا چند رنگ با انعکاس پدیدار می‌شود در حالی دیگر رنگ‌های انعکاسی به علت تداخل لایه‌های دی‌اکسید تیتانیوم شفاف می‌باشند. در برخی از محصولات، لایه دی‌اکسید تیتانیوم همراه با اکسید آهن در دمای حدود ۸۰۰ درجه سانتی‌گراد رشد می‌کند با آهکی‌کردنِ نمک‌های تیتانیوم (سولفات‌ها، کلرات‌ها) یا دیگر روش‌های رسوب صنعتی از قبیل انباشت به روش تبخیر شیمیایی بر روی بسترهایی مانند پلاکت میکا یا حتی پلاکت‌های کریستالی سیلیسیم دی‌اکسید که قطرشان بیش از ۵۰ میکرون نیست. اثر رنگین کمانی در ذرات اکسید تیتانیوم (که فقط تا حدی طبیعی هستند) بر خلاف اثر کدری که همراه با رنگ‌دانه اکسید تیتانیوم زمینی به دست آمده، توسط استخراج از معادن به دست آمده است، که در این صورت تنها قطر خاصی از ذرات در نظر گرفته می‌شود و اثر آن تنها به خاطر پراکندگی است.
در لعاب‌ها دی‌اکسید تیتانیوم نقش یک کدرکننده را ایفا می‌کند و پایه تشکیل بلور می‌شود.
دی‌اکسید تیتانیوم به صورت آماری نشان می‌دهد که سفیدی شیر خشک را افزایش می‌دهد که باعث افزایش پذیرش حسی شیر خشک است.
دی‌اکسید تیتانیوم برای علامت گذاری خطوط سفید در برخی از زمین‌های تنیس استفاده می‌شود.
اگزوز خروجی ساترن ۵ با دی‌اکسید تیتانیوم رنگ آمیزی شد. این کار به ستاره‌شناسان اجازه داد تعیین کنند که en:J002E3 مرحله en:S-IVB از آپولو ۱۲ بوده و نه یک سیارک.

#### کرم‌های ضدآفتاب و رنگ‌دانه‌های ضد اشعه ماوراء بنفش در صنعت
در محصولات لوازم آرایشی و مراقبت از پوست، دی‌اکسید تیتانیوم به عنوان یک رنگدانه، کرم ضدآفتاب و قوام دهنده (غلیظ کننده) استفاده می‌شود. همچنین در رنگ‌دانه خالکوبی و مدادهای بندآورنده خون نیز مصرف دارند. دی‌اکسید تیتانیوم است در اندازه‌های مختلف ذرات تولید می‌شود، قابل پخش در روغن و آب، و در درجه‌های خاصی برای صنعت لوازم آرایشی.
دی‌اکسید تیتانیوم در اکثر کرم‌های ضدآفتابِ فیزیکی به علت شاخص شکست و انعکاسِ بالا، قابلیت جذب نور اشعه ماوراء بنفش (UV) و مقاومت آن در برابر تغییر رنگ تحت نور فرابنفش، یافت می‌شود. این مزیت باعث افزایش ثبات و توانایی محافظت از پوست در برابر نور ماوراء بنفش آن است. ذرات دی‌اکسید تیتانیوم نانو (اندازه ذرات ۳۰ تا ۴۰ نانومتر) در ابتدا در مایع لوسیون ضدآفتاب استفاده می‌شد زیرا نور مرئی را کمتر از رنگدانه دی‌اکسید تیتانیوم پراکنده می‌کند در حالی که همچنان در برابر اشعه فرابنفش محفاظت دارد. کرم‌های ضدآفتابی که برای نوزادان یا افراد با پوست حساس طراحی می‌شوند اغلب بر پایه دی‌اکسید تیتانیوم یا اکسید روی است به دلیل اینکه به نظر می‌آید این ضد اشعه فرابنفش‌های معدنی حساسیت و سوزش کمتری نسبت به جاذب‌های اشعه فرابنفش شیمیایی ایجاد می‌کنند.
این رنگدانه به‌طور گسترده در پلاستیک‌ها و کاربردهای دیگر استفاده می‌شود نه تنها به عنوان رنگدانه سفید یا کدرکننده بلکه برای ویژگی‌های ضد UV آن که بر خلاف جاذب‌های اصلی UV، به صورت پودر نور را متفرق می‌کند و اثرات مخرب UV را کاهش می‌دهد بیشتر به دلیل ضریب شکست و انعکاسِ بالای ذرات آن. پلیمرهای خاصی که برای پوشش و تقویت و اشباع بتن استفاده می‌شوند، بعضاً با رنگ‌دانه سفید تیتانیوم برای محافظت در برابر اشعه فرابنفش در کارخانه‌های مواد ساختمانی پر می‌شوند، اما تنها اکسیداتیوِ نوریِ پلیمر را به تأخیر می‌اندازد؛ به آن «گچ» گفته می‌شود به دلیل اینکه به صورت تیکه تیکه و خمیری روی سطح مالیده می‌شود. این حالت گچ به دلیل این است که مقاومت به ضربه پایین دارد و ممکن است پس از سال‌ها قرار داشتن در برابر نور مستقیم آفتاب چنانچه تثبیت‌کننده‌های اشعه فرابنفش نداشته باشد، فرو بریزد.

### فتوکاتالیست
دی‌اکسید تیتانیوم، به خصوص در فرم آناتاز، یک فتوکاتالیست تحت نور ماوراء بنفش (UV) است. گزارش شده است که دی‌اکسید تیتانیوم، زمانی که با یون‌های نیتروژن یا با اکسید فلزی مانند تری‌اکسید تنگستن تقویت می‌شود، یک فتوکاتالیست است هم در نور مرئی و هم تحت نور فرابنفش. پتانسیل اکسایشی (اکسایش-کاهش) قویِ حفره الکترونیِ مثبت آب را برای ایجاد رادیکال هیدروکسیل اکسیده می‌کند. همچنین می‌تواند اکسیژن و مواد آلی را به‌طور مستقیم اکسیده کند. از این رو، علاوه بر استفاده از آن به عنوان رنگدانه، دی‌اکسید تیتانیوم را می‌توان به رنگ، سیمان، پنجره‌ها، کاشی، یا سایر محصولات برای استریل کردن، بو و خواص ضد رسوب آن اضافه کرد و به عنوان یک کاتالیزور هیدرولیز (فروکافت آبکافت) استفاده می‌شود. همچنین در سلول‌های خورشیدی رنگ‌حساس نیز استفاده می‌شود که نوعی سلول خورشیدی شیمیایی (همچنین شناخته شده با نام دیگر سلول Graetzel) است.

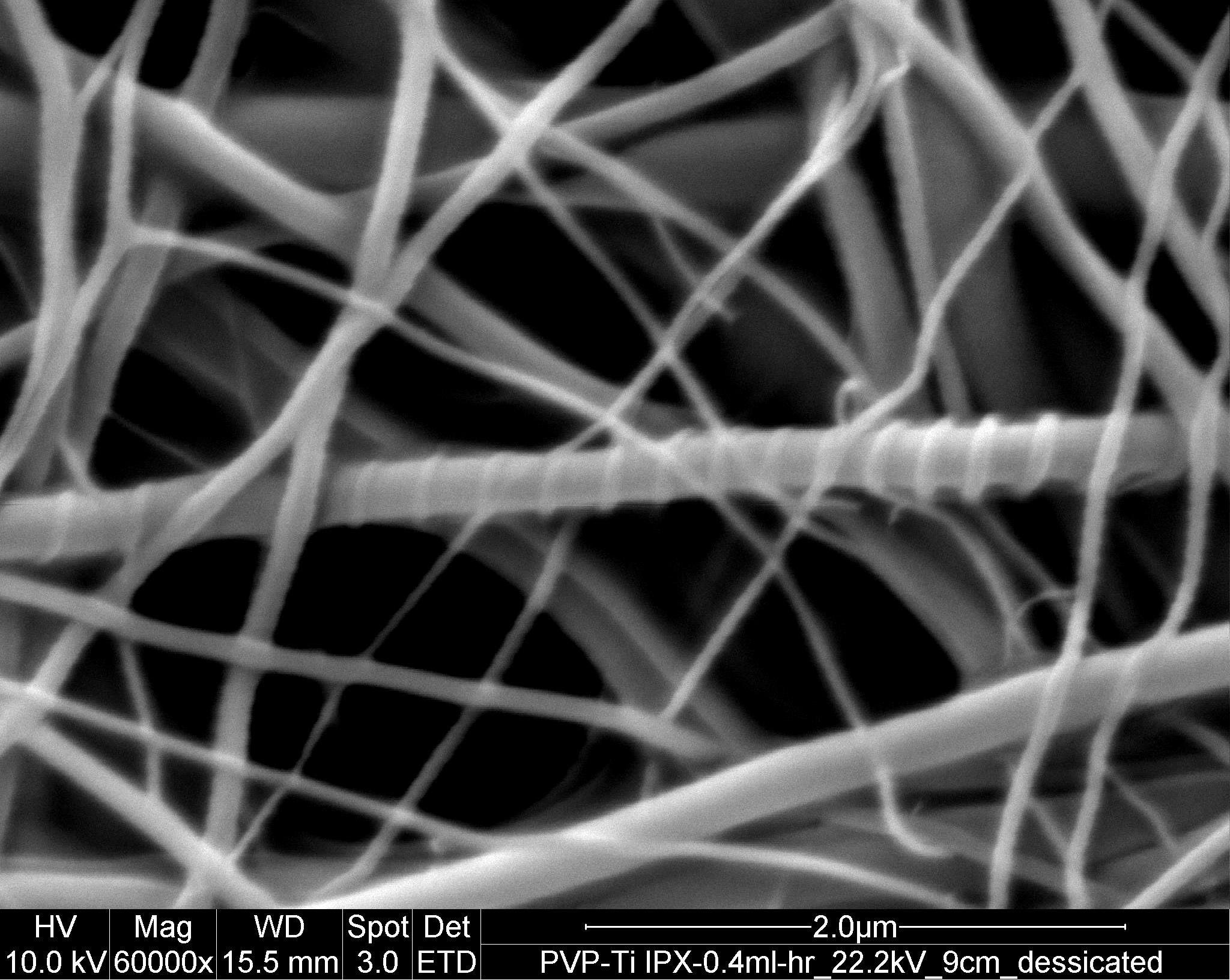
مارپیچ‌ها و فیبرهای TiO_{2}

خواص فتوکاتالیستی دی‌اکسید تیتانیوم توسط آکیرا فوجیشیما در سال ۱۹۶۷ کشف و در سال ۱۹۷۲ منتشر شد. آن فرایند بر روی سطح دی‌اکسید تیتانیوم اثر هوندا-فوجیشیما (ja:本多-藤嶋効果) نامیده شد که در آن هیدروژن به عنوان انرژی تولید می‌شود و برای اثبات آن محقق سقف ساختمانی را با لایه ای نازک از اکسید تیتانیوم پوشش داد. دی‌اکسید تیتانیوم در فیلم‌های نازک (en:Thin film) و به شکل نانوذره پتانسیل استفاده در تولید انرژی دارد: در نقش یک فتوکاتالیست، می‌تواند آبکافت انجام دهد؛ یعنی شکستن ترکیب آب به هیدروژن و اکسیژن. از هیدروژن جمع‌آوری شده می‌توان به عنوان یک سوخت استفاده کرد. با تقویت کردن اکسید به وسیله کربن می‌توان بازده فرایند را بهبود بخشید. بازده و ماندگاری بیشتر با ایجاد بی نظمی در ساختار شبکه لایه سطحیِ نانوبلورهای دی‌اکسید تیتانیوم به دست آمده است که اجازه جذب اشعه مادون قرمز را می‌دهد.
در سال ۱۹۹۵ فوجیشیما و گروه او پدیده آب‌گیری مماسی را (en:Superhydrophilicity) برای دی‌اکسید تیتانیومِ پوشش داده شده با شیشه در معرض نور خورشید کشف کردند. این کار منجر به پیشرفت در پوشش‌های شیشه خودتمیزشونده و ضد بخار (en:Anti-fog) شد.
TiO2 ی که در مصالح ساختمانی در فضای باز دخیل است، مانند سنگ‌های صاف‌کننده در بلوک‌های مشت‌زن (en:Noxer block) یا رنگ‌ها، می‌تواند به‌طور قابل ملاحظه‌ای تمرکز گازهای متخلخلِ ناشی از هوا را کاهش دهد؛ گازهایی نظیر اکسید نیتروژن و ترکیبات آلی فرار.
سیمان فوتوکاتالیستی که از دی‌اکسید تیتانیوم به عنوان یک جزء اصلی استفاده می‌کند، به عنوان یکی از ۵۰ اختراع برتر سال ۲۰۰۸ در مجله تایم ذکر شد که توسط گروه ایتالسمنتی (Italcementi Group) تولید شد.
تلاش‌های برای معدنی کردن آلاینده‌ها به‌طور فوتوکاتالیستی در آب فاضلاب (تبدیل کردن به CO2 و H2O) در آب و فاضلاب انجام شده است. TiO2 پتانسیل بسیار زیادی به عنوان یک فناوری صنعتی دارد برای سم‌زدایی یا اصلاح زیستیِ پساب (en:Environmental remediation) به خاطر چند عامل از جمله:
1. فرایند از اکسیژن طبیعی و نور خورشید استفاده می‌کند و در نتیجه تحت شرایط محیط رخ می‌دهد؛ دارای طول موج گزینشی است و توسط نور UV شتاب‌دار می‌شود.
2. فتوکاتالیست ارزان، در دسترس، غیر سمی، دارای حالت پایدار شیمیایی و مکانیکی و دارای گردش مالی بالاست.
3. از تشکیل محصولات میانی برگشت‌پذیر فوتوکاتالیست، بر خلاف روش نورکافت مستقیم، اجتناب می‌شود.

۴. اکسیداسیون لایه CO2 کامل است.
۵. TiO2 می‌تواند به عنوان لایه‌های مناسب نازک بر روی بسترهای رآکتور پشتیبانی شود که می‌تواند به آسانی از آب تصفیه شده جدا شود.

### کاربردهای دیگر

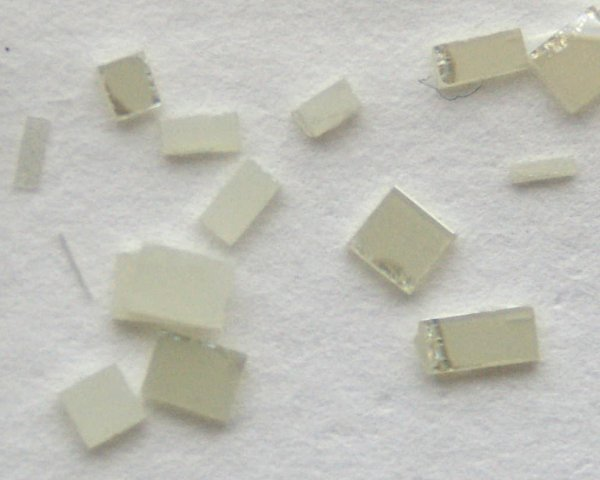
تک بلورهای ترکیبی مصنوعی TiO_{2}، محدوده اندازه ۲–۳ میلی‌متر، برش خورده از صفحه بزرگتر

– دی‌اکسید تیتانیوم در محلول یا سوسپانسیون می‌تواند استفاده شود برای شکافتن پروتئینی که حاوی اسید آمینه پرولین است در مکانی که در آن پرولین موجود باشد.
– همچنین دی‌اکسید تیتانیوم به عنوان یک ماده در ممریستور استفاده می‌شود، یک المان الکترونیکی جدید در مدار (en:Electrical element). می‌تواند برای تبدیل انرژی خورشیدی بر اساس رزانه، پلیمر، یا در نقطه کوانتومیِ سلول خورشیدی نانوبلورِ (en:Nanocrystal) حساس شده TiO2 که از پلیمر ترکیبی (en:Conjugated system) به عنوان الکترولیتِ جامد استفاده شود که بسیاری از این دست نتایج با بررسی مواد فلزی با پایه فلز اسمیم و روتنیم رخ داده است.
– TiO2 پتانسیل استفاده به عنوان هادی مختلط (en:Mixed conductor) را دارد به دلیل ترکیب یونی قوی و رسانای الکتریکیِ الکترون‌های آن و همچنین مواد هادی مختلط پیش نیازی برای پدیده‌های سینتیک (en:Electrokinetic phenomena) هستند.
– فیلم‌ها (لایه‌های نازک) و بلورهای تک کریستال TiO2 به عنوان یک نیم‌رسانا استفاده می‌شود و همچنین در حالت دی‌بی‌آرِ آینه‌های مستقیم (en:Dielectric mirror) به خاطر ضریب شکستِ بالای TiO2 استفاده دارد.

## تحقیقات دربارهٔ نانومواد خوراکی
تحقیقات اولیه از ۲۰۲۱، درحال یافتن نتایجی بر سمی بودن تیتانیوم دی‌اکسید به ویژه در یاخته‌ها و عملکرد لوله گوارش است که در مصرف طولانی مدت آن، احتمال بروز و پیش‌روی امراضی چون بیماری التهابی روده و سرطان روده بزرگ می‌شود.

## پلی‌مورف‌ها
- آناتاز
- روتایل
- بروکایت